# Korintský průplav
Korintský průplav (řecky Διώρυγα της Κορίνθου) je průplav v Řecku mezi Korintským a Saronským zálivem v Egejském moři. Přetíná Korintskou šíji (geografický termín pevninská šíje – Isthm nebo Isthmos), která spojuje Peloponés s pevninským Řeckem. Stavěl se v letech 1881 až 1893. Ovšem první pokusy byly již za císaře Nerona.

## Parametry
Celková délka kanálu je 6346 m a je vykopán v úrovni moře, takže nejsou potřeba zdymadla. Šířka se pohybuje od 21,3 m do 24,6 m. Je hluboký 8 m. Boční stěny jsou vysoké 90 m a se sklonem 80° jsou téměř vertikální. Kanál umožňuje jednosměrný provoz pouze pro lodě o šířce 17,6 m. Výjimku dostala v roce 2019 výletní loď Braemar o šířce 22,5 m a délce 195 m, která s 929 pasažéry na palubě a jako všechny větší lodě zde vlečena remorkérem, kanálem projela a ustavila tak nový velikostní rekord plavidla, které průplav zdolalo. Jeho strmé stěny způsobují časté sesuvy půdy a tím pravidelné uzávěry. Je také příliš úzký a mělký pro provoz velkých nákladních lodí. Ačkoliv by kanál ušetřil lodím 700 km kolem Peloponésu, je jeho provoz velmi omezen a je využíván hlavně pro osobní lodě s turisty.
Spojení Peloponésu s pevninou zajišťuje pět mostů – dva silniční a jeden železniční ve výšce asi 45 m nad hladinou a dva silniční u obou konců kanálu, jež jsou ponorné – pokud je potřeba, aby projela loď, mostovka se ponoří pod hladinu.

## Historie

Poloha koritské šíje, moderní kanál je zobrazen světle modře.

Několik vládců ve starověku uvažovalo o prokopání pevninské šíje mezi Peloponésem a pevninským Řeckem. Prvním byl tyran Periander v 7. stol. př. n. l., ale kvůli velkým nákladům postavil pouze kamennou vozovku, po které byly lodě taženy z jedné strany šíje na druhou. Vozovka se nazývala Diolkos a její zbytky dosud nalezneme vedle vybudovaného kanálu.
Snahu o prokopání průplavu provázelo i několik neblahých proroctví. Filosof Apollonius Tyan například prorokoval, že smrt postihne každého, kdo se odváží kanál vykopat. A opravdu všichni tři římští vládcové, kteří se zabývali myšlenkou kanál vykopat, zemřeli násilnou smrtí. Římský císař Julius Caesar byl zavražděn dříve, než mohl realizovat svůj projekt. Jeho nástupce Caligula spolupracoval na projektu s egyptskými odborníky a také byl zavražděn. První pokusy opravdu prokopat Korintskou šíji byly až za císaře Nerona. Stavba začala roku 67 n.l. a kanál byl vykopán přibližně v délce 700 m, tedy asi do jedné desetiny potřebné délky. Kopal se na stejném místě, kde leží v současnosti. Nero však rok po zahájení prací zemřel a jeho nástupce Galba stavbu pro nákladnost zastavil.
Filozof a římský senátor Herodes Atticus ve 2. století našeho letopočtu začal s projektem, ale ani on jej nedokončil. Benátčané v roce 1687 po dobytí Peloponésu také uvažovali o prokopání průplavu, ale ani jim se nepodařilo s pracemi začít.
Myšlenka Korintského průplavu byla obnovena, když Řecko získalo formální nezávislost na Osmanské říši v roce 1830. Řecký státník Ioannis Kapodistrias požádal francouzské inženýry o zhodnocení proveditelnosti projektu. Musel od něj však upustit, když byla cena stanovena na 40 milionů zlatých franků.
V roce 1869 za vlády premiéra Thrasyvoulos Zaimise prošel zákon povolující stavbu Korintského průplavu. Teprve v roce 1881 byla pověřena francouzská společnost Société Internationale du Canal Maritime de Corinthe postavit kanál a spravovat jej 99 let. Společnost zastupoval István Türr a hlavním inženýrem byl Béla Gerster. Oba tito uherští inženýři se již dříve podíleli s Ferdinandem Lessepsem na přípravných pracích pro plánovaný Panamský průplav. Stavba byla oficiálně zahájena 23. dubna 1882. Dokončena byla za jedenáct let v roce 1893.
Stavbu provázely finanční potíže a po dokončení potíže provozní. Těsnost kanálu způsobovala lodím navigační problémy. Vápencové zdi byly nestabilní již od otevření kanálu a docházelo k sesuvu půdy, takže bylo třeba vybudovat opěrné zdi téměř na polovině délky kanálu. Vysoké skalní stěny způsobovaly, že v kanále vál silný vítr. Různost časů přílivu a odlivu v propojených zálivech způsobovala silné přílivové proudy. Proto byl provoz lodí v kanále mnohem menší, než se předpokládalo.
Druhá světová válka znamenala zablokování kanálu, neboť byl velmi poškozen. V letech 1947 a 1948 byl kanál vyčištěn a opraven. Znovu zprovozněn byl v září 1948.  